# Pitampura
Pitampura (engelska: Pitam Pura) är en ort i Indien.   Den ligger i distriktet North West Delhi och delstaten National Capital Territory of Delhi, i den norra delen av landet, 11 km nordväst om huvudstaden New Delhi. Pitampura ligger 217 meter över havet och antalet invånare är 2 000.
Terrängen runt Pitampura är mycket platt. Runt Pitampura är det mycket tätbefolkat, med 10 000 invånare per kvadratkilometer. Närmaste större samhälle är Delhi, 10,6 km öster om Pitampura. Runt Pitampura är det i huvudsak tätbebyggt.